# Эрмитаж (театр)
Моско́вский теа́тр «Эрмита́ж» — драматический театр, работающий под этим названием с 1987 года. Основная сцена — это историческое здание театра «Эрмитаж», расположенное в московском саду «Эрмитаж», Каретный ряд, 3, стр.1, объект культурного наследия..
На период ремонтных работ, проводимых в основном здании театра «Эрмитаж» в Каретном Ряду, спектакли временно проходят на новой сценической площадке по адресу Новый Арбат, 11.

## История театра в Каретном Ряду

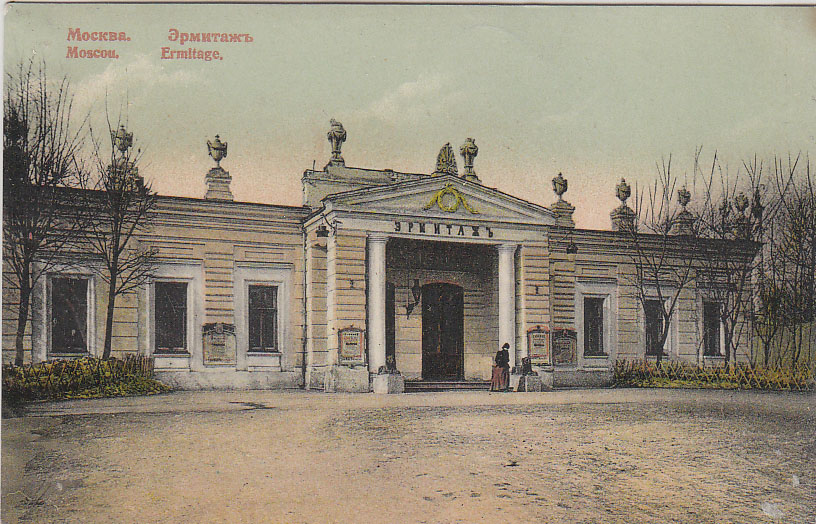
Театр «Эрмитаж». Открытка, 1900-е годы

Своим появлением здание театра «Эрмитаж» в Каретном Ряду обязано Якову Щукину, известному московскому театральному деятелю, основателю сада «Эрмитаж».

## Советский период

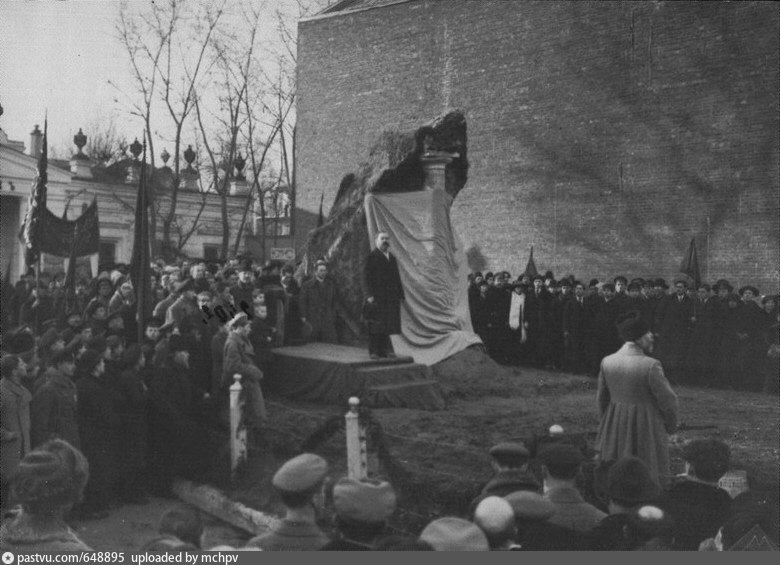
Митинг в саду «Эрмитаж». 1918 год. Выступает Анатолий Луначарский

В 1918 году театр и сад «Эрмитаж» были национализированы. Осенью 1919 года В. Г. Сахновским здесь был организован Государственный Показательный театр, просуществовавший только один год (в труппе состояли, в частности, Томилина З. К., Кторов А. П., Весновская Э. А., Визаров М. С., Блюменталь-Тамарина М. М., Хохлов А. Е. — участники спектакля «Памела-служанка»). С 1921 до весны 1922 года помещение театра занимал Первый рабочий театр Пролеткульта. В 1921 году на этой сцене в постановке «Мексиканец» по Дж. Лондону, осуществленной совместно с В. С. Смышляевым, состоялся режиссёрский дебют Сергея Эйзенштейна.
В 1924 году здание получил в своё распоряжение театр Московского губернского совета профсоюзов, с 1938 года получивший название Театр имени Моссовета. И размещался здесь вплоть до начала Великой Отечественной войны.
В середине XX века здание переоборудовали в кинотеатр. В 1950-х фасад был перестроен по проекту архитекторов Михаила Посохина и Ашота Мндоянца. Главным новшеством стала колоннада, которая формирует пространство открытого дворика перед парадным входом.
В 1962 году здание в Каретном Ряду передали Театру миниатюр, возрождённому за три года до этого, первоначально труппа выступала в Центральном доме культуры железнодорожников. Художественный руководитель В. Пашков привлёк к работе 12 молодых актёров. В постановках участвовали, в том числе, и приглашённые режиссёры: Андрей Гончаров, Юрий Любимов. Давид Тункель. В этом театре с постановкой миниатюры Бориса Ласкина «Благородный поступок» состоялся режиссёрский дебют Марка Захарова. В 1961—1968 годах должность худрука занимал режиссёр Владимир Поляков, при котором в театре, наряду с обычными эстрадными миниатюрами, начался показ «больших» спектаклей.
В 1978 году был осуществлён ремонт интерьеров театра. Наиболее примечательным новшеством стали фарфоровые люстры, выполненные по эскизам художника Н. Бровченко.

## Современный театр «Эрмитаж»
В 1978 году в театре начал работать молодой режиссёр Михаил Левитин. В первую очередь благодаря его деятельности театр трансформировался из эстрадного в драматический. Его первой крупной работой стал в 1981 году спектакль «Чехонте в Эрмитаже». Левитин первым в Советском Союзе представил публике спектакли по произведениям обэриутов: Даниила Хармса, Александра Введенского и Николая Олейникова. В 1982 году состоялась премьера спектакля «Хармс! Чармс! Шардам!, или Школа клоунов», ставшего знаковым для истории театра. За последующие годы спектакль «Хармс!..» был представлен более 700 раз. В 1987-м Левитин становится главным режиссёром, и при его непосредственном участии театр в том же году получил историческое название — «Эрмитаж». В 1990-м Левитин занимает должность художественного руководителя.
В конце XX века театр пережил трудный период, связанный с имущественными спорами. Иногда конфликты выходили за рамки правового поля: например, здание театра дважды поджигали. Однажды спектакль «Парижская жизнь» актёры играли под сводами сгоревшей крыши. И поскольку в здании не было электричества, то для освещения использовались свечи.
В 2000-х «Эрмитаж» окончательно сформировался как авторский театр, где проходят уникальные для Москвы постановки. В списке оригинальных спектаклей: «Нищий, или Смерть Зандао», основанный на неоконченной пьесе Юрия Олеши, «Капнист туда и обратно», в котором объединилось творчество современного драматурга Юлия Кима и писателя XVIII века Василия Капниста, «Ивона, принцесса Бургундская» по одноимённой пьесе польского авангардиста Витольда Гомбровича. Пьесы для нескольких спектаклей написал Левитин: «Анатомический театр инженера Евно Азефа», «Тайные записки тайного советника», «Изверг», «Снимок Бога». Для нескольких постановок музыку написали Альфред Шнитке и Владимир Дашкевич. Декорации создавали, в том числе, известные художники Борис Мессерер и Гарри Гуммель. Театр побывал с гастролями за рубежом: в США, Италии, Швейцарии, Германии, в странах Южной Америки.
В апреле 2011 года государственная экспертиза признала, что здание театра находится в аварийном состоянии. Несущие конструкции большого зала были перегружены на 30 %, из-за чего они провисли на полметра. Труппу попросили немедленно освободить помещения. Худрук Михаил Левитин заявил, что у театра нет второй сцены для выступлений, после чего столичный Департамент культуры предложил 12 площадок, на которых разрешалось временно давать спектакли. В мае того же года московские власти объявили о решении потратить на реставрацию здания 266 млн рублей. В октябре 2014 года был проведён новый тендер на проведение ремонтных работ, общая стоимость которых составила 537 млн рублей. Подрядчик обязывался провести реставрацию интерьеров и фасадов, создать инфраструктуру, соответствующую современным требованиям комфорта, проложить новые инженерные сети и благоустроить окружающую территорию. Согласно условиям контракта, все работы планировалось завершить к 31 декабря 2016 года.
С декабря 2015 года основная площадка театра — помещение на Новом Арбате (дом № 11), которое прежде арендовала «Геликон-опера». В то время предполагалось, что в 2017 году труппа вернётся в здание в саду «Эрмитаж». В апреле 2018 года Департамент культуры Москвы опубликовал планы реставрации столичных театров. Здание театра в Каретном Ряду было названо в числе других одиннадцати, которые планировалось реконструировать до 2020 года.
В 2022 году в соответствии с приказом Департамента культуры города Москвы от 29 марта 2022 года к театру присоединён театр «Сфера».